# 双水镇
双水镇，舊稱瀧水，是广东省江门市新会下辖的一个镇，总面积206平方公里，人口9萬。大广海湾经济区涵盖范围之一。

## 地理
双水镇地处新会西南部，北接会城，東隔銀洲湖與古井镇、三江相望，西接台山市四九镇和水步鎮，南接崖门鎮，下轄37個村民委員會和3個居民委員會。

## 歷史
明、清時，双水分屬瀧（音：雙）水都和潮居都，民國時，分屬第六区和第七區。1955年分属罗坑区和双水区，1958年10月改為人民公社。1961年，小冈从罗坑公社分出成立小冈公社。1984年双水和小冈恢復為區，1986年两区又改为镇，2018年7月1日，江湛鐵路開通運營且在鎮上設有車站。2002年小冈镇被併入双水镇至今。2011年，新會小岡香入選江門市非物質文化遺產名錄，2013年，新會小岡香制作技藝入選廣東省第五批省級非物質文化遺產名錄。2024年3月，全鎮列入大廣海灣經濟區。

## 行政區劃
下轄3社區37村
- 社區：小岡社區、雙水社區
- 村：學地村（李姓）、雙水村、木江村、龍脊村 (林姓)、嶺頭村、梁家村(梁姓)、蓢頭村(鍾姓、陸姓)、田心村 (林姓)、南岸村、上淩村(譚姓)、東淩村、豪山村(張姓)、水庫村、大堂村、塔嶺村(梁姓、葉姓)、沙蓢村、塘河村(張姓、莫姓、蕭姓)、龍頭村、富美村、邦龍村、嘉寮村（利姓、鄧姓、馮姓）、樓墩村、基背村(余姓)、魚沖村、橋美村、東北村、梅岡村、六里村、洞閣村、五堡村、倉前村、衙前村、南水村、北水村、沙路村、岛橋村(譚姓、游姓、李姓)、朱村 (朱姓)、式橋村

## 經濟
首個“中國香業產業基地”，其品牌“小岡香”享譽海內外。
- 同益百花魁食品厂

## 交通

### 高速公路
- 中陽高速
- 銀洲湖高速

### 主要公路
- 南門公路（271省道）
- 新台公路（539縣道）

### 铁路
- 深湛铁路双水镇站

### 公共交通
巴士
- 7 中心南客運站↔五堡
- 220 新會新汽車總站↔雙水
- 221 新會新汽車總站↔雙水沙路
- 216 新會新汽車總站↔雙水蓢頭
- 217 新會新汽車總站↔雙水塔嶺
- 201 新會新汽車總站↔崖南
- 202 新會新汽車總站↔古兜溫泉
- 203 新會新汽車總站↔天亭↔崖西
- 207 新會新汽車總站↔羅坑天湖